# Martin Němec (atleta)
Martin Němec (1974) es un deportista checo que compitió en atletismo adaptado. Ganó cuatro medallas en los Juegos Paralímpicos de Verano entre los años 2000 y 2008.

## Palmarés internacional
| Juegos Paralímpicos | Juegos Paralímpicos | Juegos Paralímpicos | Juegos Paralímpicos |
| Año                 | Lugar               | Medalla             | Prueba              |
| ------------------- | ------------------- | ------------------- | ------------------- |
| 2000                | Sídney (Australia)  | Medalla de oro      | Disco F55           |
| 2000                | Sídney (Australia)  | Medalla de plata    | Peso F55            |
| 2004                | Atenas (Grecia)     | Medalla de oro      | Disco F55           |
| 2008                | Pekín (China)       | Medalla de bronce   | Peso F55/56         |